# Роатанский агути
Роатанский агути (лат. Dasyprocta ruatanica) — вид грызунов рода агути семейства агутиевые.

## Ареал
Эндемик Гондураса, где водится в лесах острова Роатан.

## Биологическое описание
Мех равномерной коричнево-оранжевой окраски, с чёрной изморозью или чёрные в основании. Брюшная поверхность окрашена как спина, но более оливкового оттенка. На подбородке белое пятно, в середине задней части живота имеется жёлтое пятно. Вблизи туловища конечности такого же цвета, а затем тёмные, сизо-коричневые. В среднем длина головы и тела взрослой самки составляет 43,5 см, а задних ног — 10,1 см.

## Образ жизни
Проводит большую часть своего времени сидя (23,1 %) и питаясь (22,0 %). Поиск пищи, который включает ходьбу, принюхивание и копание занимает 29,2 % времени. Социальное поведение включает в себя то, что животные приближаются друг к другу и трутся мордочками. При угрозе топорщит шерсть. Соблюдение территориальной раздробленности не наблюдалось. На острове Роатан на роатанского агути охотятся ради мяса, поэтому, увидев людей, он убегает.

## Питание
Питается цветами, фруктами и орехами. Запасает семена.